# The Early Years '74 '75 '76 Rare Live and Unreleased
Albums de The Stranglers
All Live and All of the Night
(1988) Live at the Hope and Anchor
(1992)
The Early Tears '74 '75 '76 - Rare Live & Unreleased est une compilation de démos et de titres live enregistrés entre 1974 et 1976 par The Stranglers. L'album sera réédité en 1994 agrémenté des titres 10 à 16, sous le titre Rare, Live & Unreleased 1974-76 par Castle music.

## Liste des titres
1. Grip (demo 1976-studio inconnu)
2. Bitching (demo 1976-studio inconnu)
3. Go Buddy Go (demo 1976-studio inconnu)
4. Get a Grip (live Hammersmith Odeon 23/10/1976)
5. Sometimes (live Hammersmith Odeon 23/10/1976)
6. Bitching (live Hammersmith Odeon 23/10/1976)
7. Peasant in the Big Shitty (live Hammersmith Odeon 23/10/1976)
8. Hanging Around (live Hammersmith Odeon 23/10/1976)
9. Peaches (live Hammersmith Odeon 23/10/1976)
10. Ugly (live Hammersmith Odeon 23/10/1976)
11. Down in the Sewer (live Hammersmith Odeon 23/10/1976)
12. Go Buddy Go (live Hammersmith Odeon 23/10/1976)
13. Wasted (demo 09/1974 TW studio)
14. Strange Little Girl (demo 09/1974 TW studio)
15. My Young Dreams (demo 09/1974 TW studio)
16. Princess of the Streets (live Railway Tavern 11/1975)